# Marina Volnova
Marina Volnova (n. 26 iulie 1989, Qazaly⁠(d), RSS Kazahă, URSS) este o boxeră ce a reprezentat Kazahstan, medaliată olimpică. A participat la o ediție a Jocurilor Olimpice (2012) în care a câștigat o medalie de bronz.